# Krokgölen (Godegårds socken, Östergötland, 651855-146252)
Krokgölen är en sjö i Motala kommun i Östergötland och ingår i Motala ströms huvudavrinningsområde. Sjöns area är 0,02 kvadratkilometer och den är belägen 128 meter över havet.